# لگو جهان ژوراسیک
«لگو جهان ژوراسیک» (انگلیسی: Lego Jurassic World) یک بازی ویدئویی در سبک بازی اکشن-ماجراجویی جهان باز است که توسط وارنر برادرز. اینتراکتیو انترتینمنت و در سال ۲۰۱۵ و در پلت‌فرم‌های مایکروسافت ویندوز، نینتندو ۳دی‌اس، پلی‌استیشن ۳، پلی‌استیشن ۴، پلی‌استیشن ویتا، وی یو، اکس‌باکس ۳۶۰، اکس‌باکس وان، و مک‌اواس منتشر شده‌است.